# Enrico Creci Alcober
Enrico Creci Alcober (Itàlia, 1878- Barcelona, 1935) fou un pintor academicista italià establert a Barcelona. Va ser assidu de Els Quatre Gats. El Museu d'Art de Sabadell conserva obra seva al seu fons.